# Microhexura montivaga
Microhexura montivaga är en spindelart som beskrevs av Crosby och Bishop 1925. Microhexura montivaga ingår i släktet Microhexura och familjen Dipluridae. Inga underarter finns listade i Catalogue of Life.